# Char Bulak
Char Bulak é uma cidade do Afeganistão, localizada na província de Balkh.